# Record du Maroc de natation messieurs du 200 mètres nage libre
Cet article présente l'évolution du record du Maroc de natation messieurs du 200 mètres nage libre.

## Bassin de 50 mètres
| Temps         | Athlète           | Naissance | Âge | Clubs          | Compétition                               | Lieu    | Date             |
| ------------- | ----------------- | --------- | --- | -------------- | ----------------------------------------- | ------- | ---------------- |
| 1 min 53 s 96 | Slimane Lakhlifia | 1986      | 18  | WAC US Talence | Championnats de France Cadets Juniors (s) | Mennecy | 23 juillet 2004  |
| -----         |                   |           |     |                |                                           |         |                  |
| 1 min 53 s 30 | Morad Berrada     | 1991      | 19  | WAC            |                                           | Nîmes   | 9 avril 2010     |
| 1 min 52 s 76 | Morad Berrada     | 1991      | 20  |                | Jeux panarabes (f)                        | Doha    | 18 décembre 2011 |